# Oregon Route 27

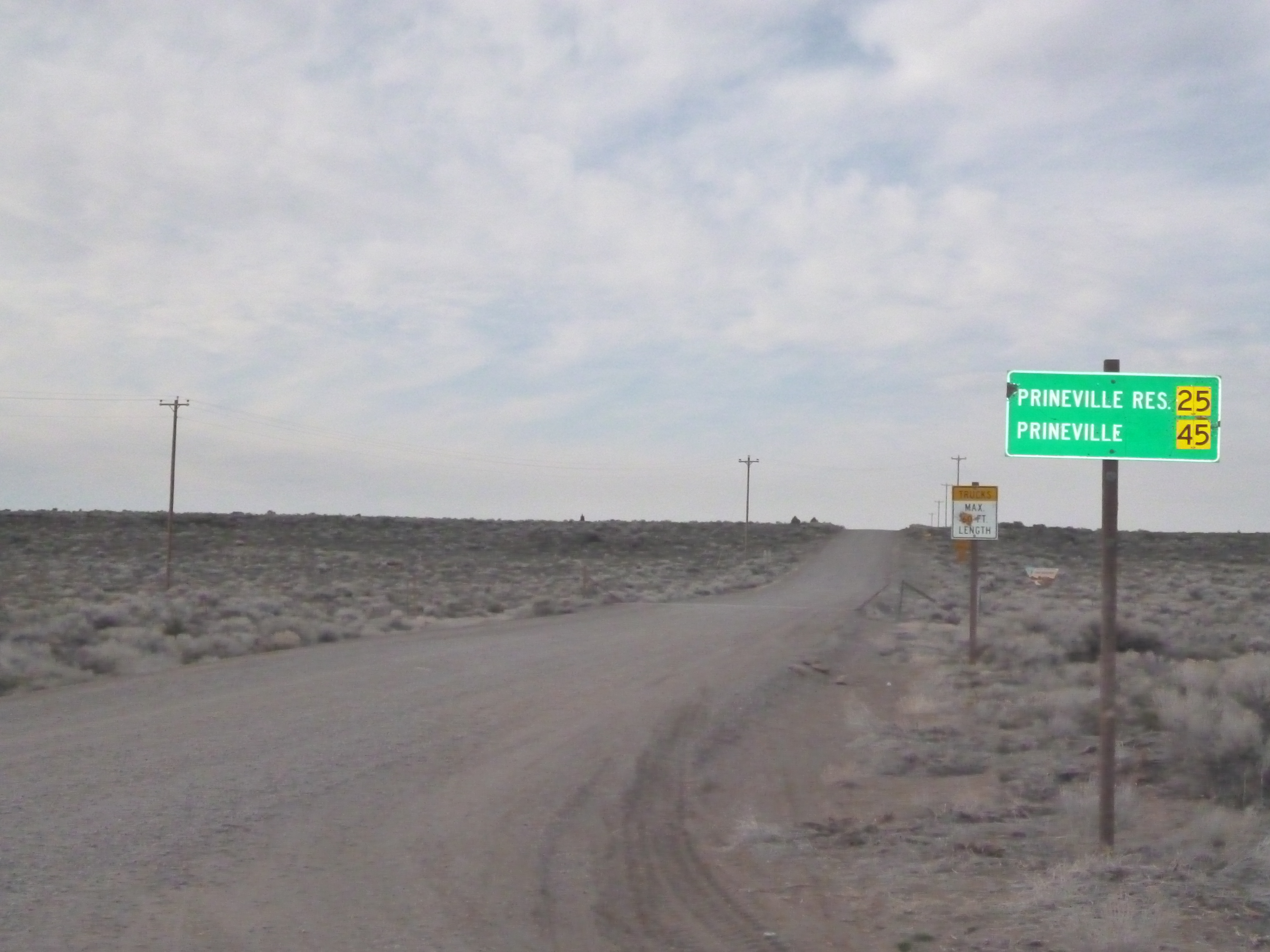
Útirány-előjelző a déli végpont felől haladva

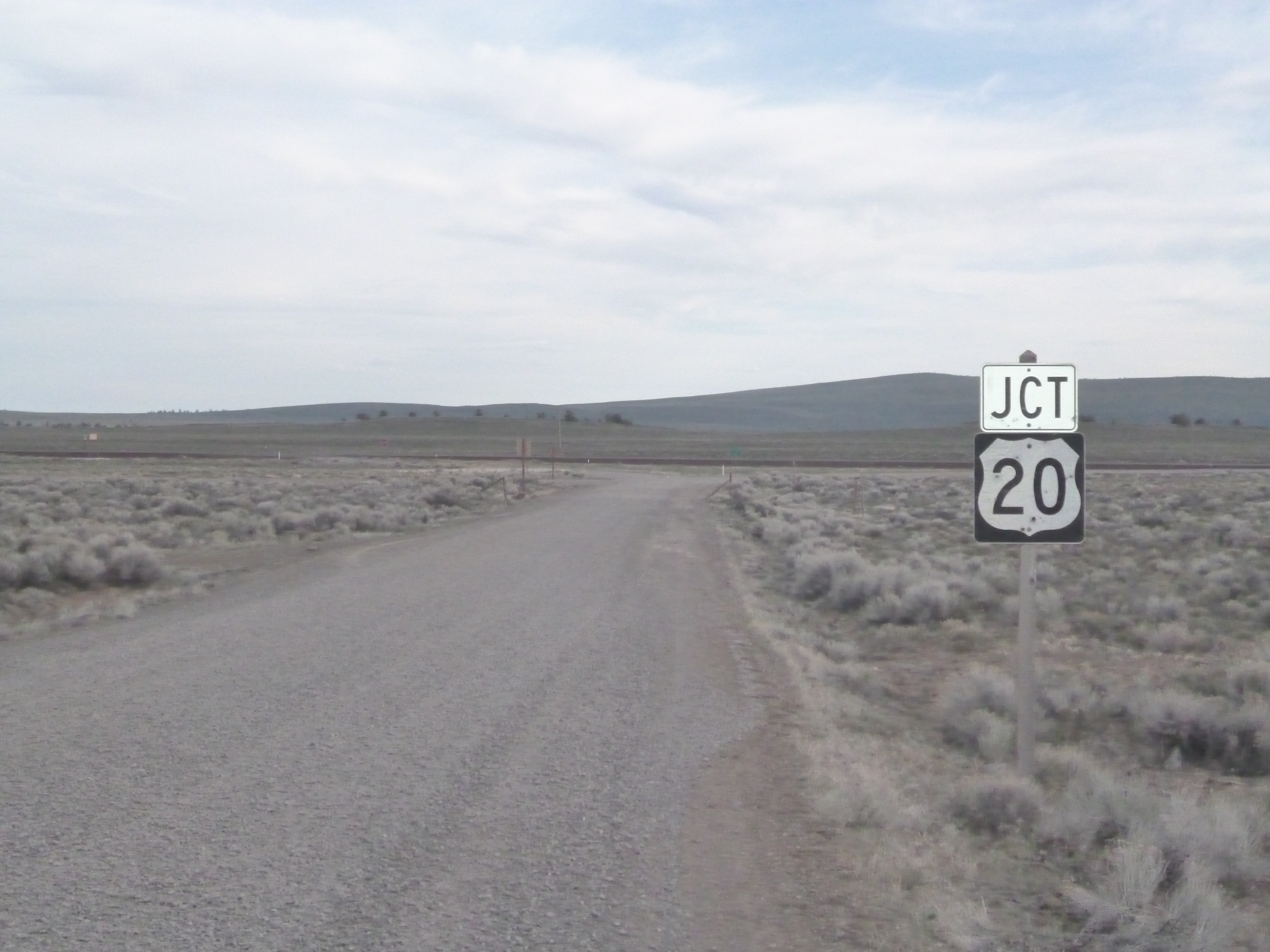
A déli végpont felé haladva

Az Oregon Route 27 (OR-27) egy oregoni állami országút, amely észak–déli irányban a U.S. Route 20 Millican és Brothers között fekvő csomópontja, valamint a U.S. Route 26 prineville-i elágazása között halad.
A szakasz Crooked River Highway No. 14 és Lower Crooked River Back Country Backway néven is ismert.

## Leírás
A szakasz Millican és Brothers között félúton ágazik le a US 27-ről északi irányban. Roberts kereszteződése után az út nyugatra, majd újra északra fordul. Az észak felé való kanyargás után a nyomvonal Prineville-be érvén a US 26-ban végződik, ahol Madras és Mitchell irányába lehet továbbhaladni.
Az utat Les Schwab Highway néven is ismerik, mivel főképp az abroncsforgalmazó vállalat teherautói használják. Az országút 29,8 kilométer hosszú szakasza nem rendelkezik szilárd útburkolattal.  Az évek során számos alkalommal felvetődött a hiányzó rész leaszfaltozása, de az forráshiány miatt elmaradt.

## Fordítás
- Ez a szakasz részben vagy egészben  az   Oregon Route 27 című angol Wikipédia-szócikk Route description című fejezete ezen változatának fordításán alapul.  Az eredeti cikk szerkesztőit annak laptörténete sorolja fel. Ez a jelzés csupán a megfogalmazás eredetét és a szerzői jogokat jelzi, nem szolgál a cikkben szereplő információk forrásmegjelöléseként.